# Cebete
Cebete (in greco antico: Κέβης?, Kébes; Tebe, ... – ...; fl. V-IV secolo a.C.) è stato un filosofo greco antico vissuto tra la fine del V secolo e l'inizio del IV secolo a.C.. Fu discepolo a Tebe del pitagorico Filolao. Assieme al suo compatriota Simmia si recò ad Atene dove i due incontrarono Socrate divenendo suoi seguaci.

## Biografia
Durante la prigionia di Socrate (399 a.C.) Cebete, assieme a Simmia, cercò di organizzare e di finanziare l'evasione del maestro che però si rifiutò di fuggire.
Cebete compare come un personaggio protagonista nei dialoghi platonici Fedone e Critone, dedicati alla figura di Socrate, e si ritrova nei Memorabili di Senofonte che raccontano come questi frequentasse l'etera Teodota in compagnia di Alcibiade.
Tre dialoghi vengono attribuiti a Cebete da Diogene Laerzio e dalla Suda:
- La tavola (Πίναξ, Pínax)
- Il settimo giorno (del mese Targhelion, festa di Apollo) (Ἑβδόμη, Hebdómê)
- Frinico (Φρύνιχος, Phrúnikhos)[3]

La Tavola, una ecfrasi, è la sola opera, probabilmente spuria a noi pervenuta con il nome di Cebete. In essa si narra come, in un santuario dedicato al dio Crono, dei giovani stranieri venuti per sacrificare al dio siano incuriositi da una tavoletta votiva che rappresenta tutte le scene della vita dell'uomo che un vegliardo s'incarica di spiegare ai due giovani.
Più probabilmente quest'opera è attribuibile a un omonimo filosofo stoico di Cizico contemporaneo di Marco Aurelio (II secolo d.C.).
La Tavola è stata tradotta più volte in molte lingue europee e in arabo (la versione araba fu pubblicata con il testo greco e la traduzione latina da Claudio Salmasio nel 1640). È stata spesso stampata insieme al Manuale di Epitteto. Edizioni separate della Tavola sono state pubblicate da C.S. Jerram (con introduzione e note, 1878), Karl Praechter (1893) e altri.
La Tavola fu tradotta varie volte in italiano. Sono importanti soprattutto le traduzioni di Agostino Mascardi (1627), di Gasparo Gozzi (1780), quella bodoniana di Luca Antonio Pagnini (1793) e quella del triestino Demetrio Livaditi (1874).